# Butha-Buthe
Butha-Buthe är en distriktshuvudort i Lesotho.   Den ligger i distriktet Butha-Buthe, i den norra delen av landet, 100 km nordost om huvudstaden Maseru. Butha-Buthe ligger 1 716 meter över havet och antalet invånare är 16 330.
Terrängen runt Butha-Buthe är kuperad åt sydväst, men åt nordost är den platt. Runt Butha-Buthe är det ganska tätbefolkat, med 124 invånare per kvadratkilometer. Det finns inga andra samhällen i närheten. Trakten runt Butha-Buthe består i huvudsak av gräsmarker.